# Matheus Felipe Magalhães Moraes
Matheus Moraes (Pernambuco, 19 de Junho de 2000) é um atleta profissional de futebol. Joga na posição Ponta Esquerda atualmente defende o time Louletano de Portugal.
Destro de qualidade, iniciou sua carreira na modalidade de Futsal do Clube Náutico Capibaribe na cidade de Recife-PE em 2007 onde conquistou três títulos pernambucanos (em 2007, 2008, 2009). Em 2010 integrou às categorias de base do Santa Cruz para jogar Futsal, mas acabou indo jogar no Futebol de Campo, iniciando na posição Ponta Esquerda. Em 2017 foi negociado com o CRB de Alagoas e conquistou o título estadual em 2017. No final da temporada de 2018, com o fim do contrato o atleta foi assinou com o Olhanense de Portugal onde ficou até Agosto de 2021 quando assinou com o S.R. Almancilense. E em dezembro do mesmo ano foi emprestado para o Louletano Desportos Clube.

## Principais Títulos:
- Campeão Pernambucano de Futsal, Sub-9, em 2009.
- Campeão Pernambucano de Futsal, Sub-11, em 2010.
- Campeão Pernambucano de Futsal, Sub-13, em 2013.